# Pocałunek (film)
Pocałunek – amerykańsko-kanadyjski film fabularny z 1988 roku w reżyserii Pena Denshama.

## Fabuła
Felice i Hillary są siostrami. Pierwsza jest modelką, a druga szczęśliwą mężatką oraz mamą małej Amy. Kiedy Felice była jeszcze dzieckiem, ciotka przekazała jej, poprzez pocałunek tajemniczą moc. Pewnego dnia, Felice informuje Hillary, że musi przekazać moc jakiejś krewnej. Wskutek tragicznej śmierci Hillary w wypadku samochodowym, Felice zaprzyjaźnia się z rodziną siostry. Zamierza przekazać swą moc Amy.

## Obsada
- Joanna Pacuła jako Felice
- Meredith Salenger jako Amy
- Pamela Collyer jako Hilary
- Nicholas Kilbertus jako Jack
- Mimi Kuzyk jako Brenda
- Shawn Levy jako Terry
- Peter Dvorsky jako Ojciec Joe
- Sabrina Boudot jako Heather
- Vlasta Vrana jako Biskup

i inni

## Nagrody i nominacje
Saturny 1990:
- nominacja: Najlepsza aktorka (Joanna Pacuła)
- nominacja: Najlepsza aktorka drugoplanowa (Meredith Salenger)